# Марсель, Этьен
Этье́н Марсе́ль (фр. Étienne Marcel; род. между 1302 и 1310 — 31 июля 1358, Париж) — средневековый французский государственный деятель, купеческий прево Парижа с 1354/1355 года (в 1357 году переизбран ещё на два года), богатый суконщик, лидер Парижского восстания 1356—1358 годов, один из разработчиков Великого мартовского ордонанса.

## Биография

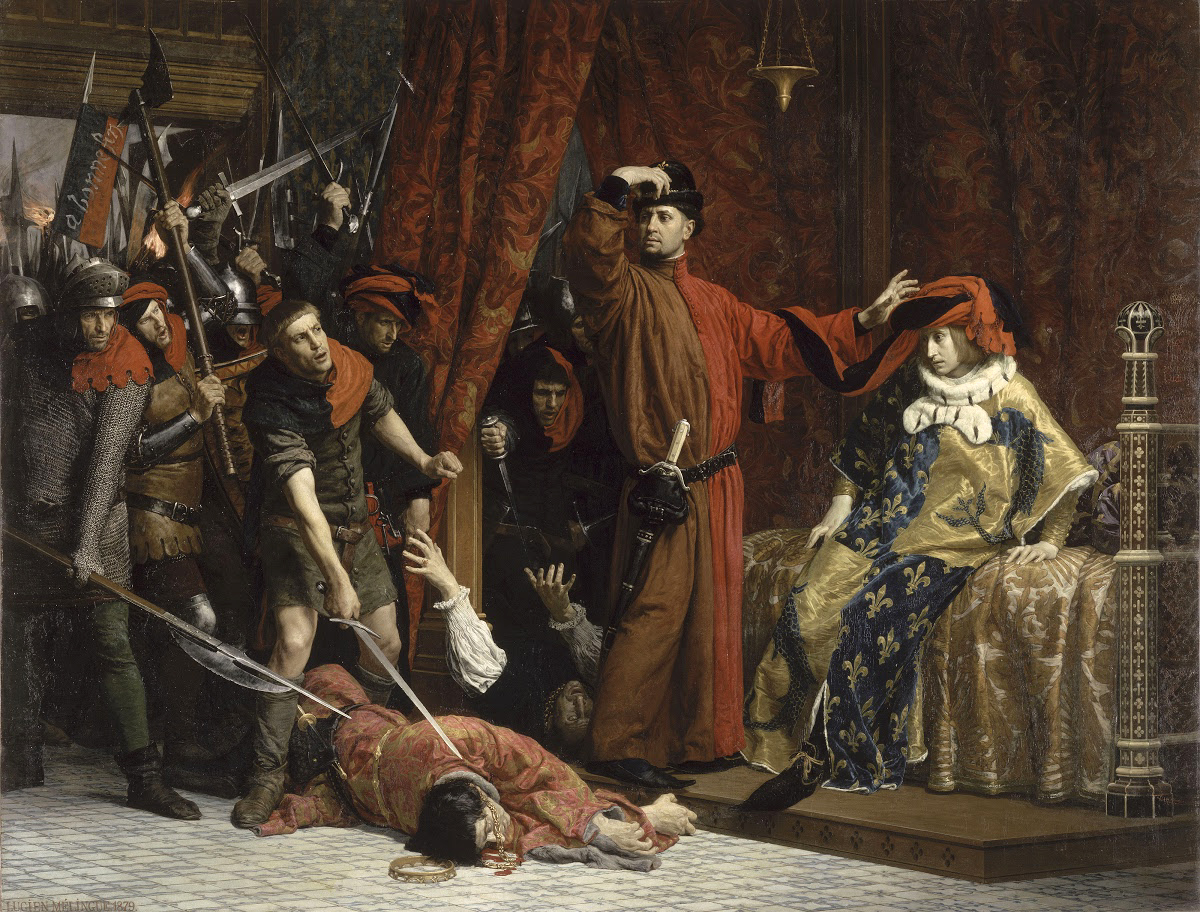
Художник Л. Э. Меленг. Этьен Марсель и дофин Карл Французский.

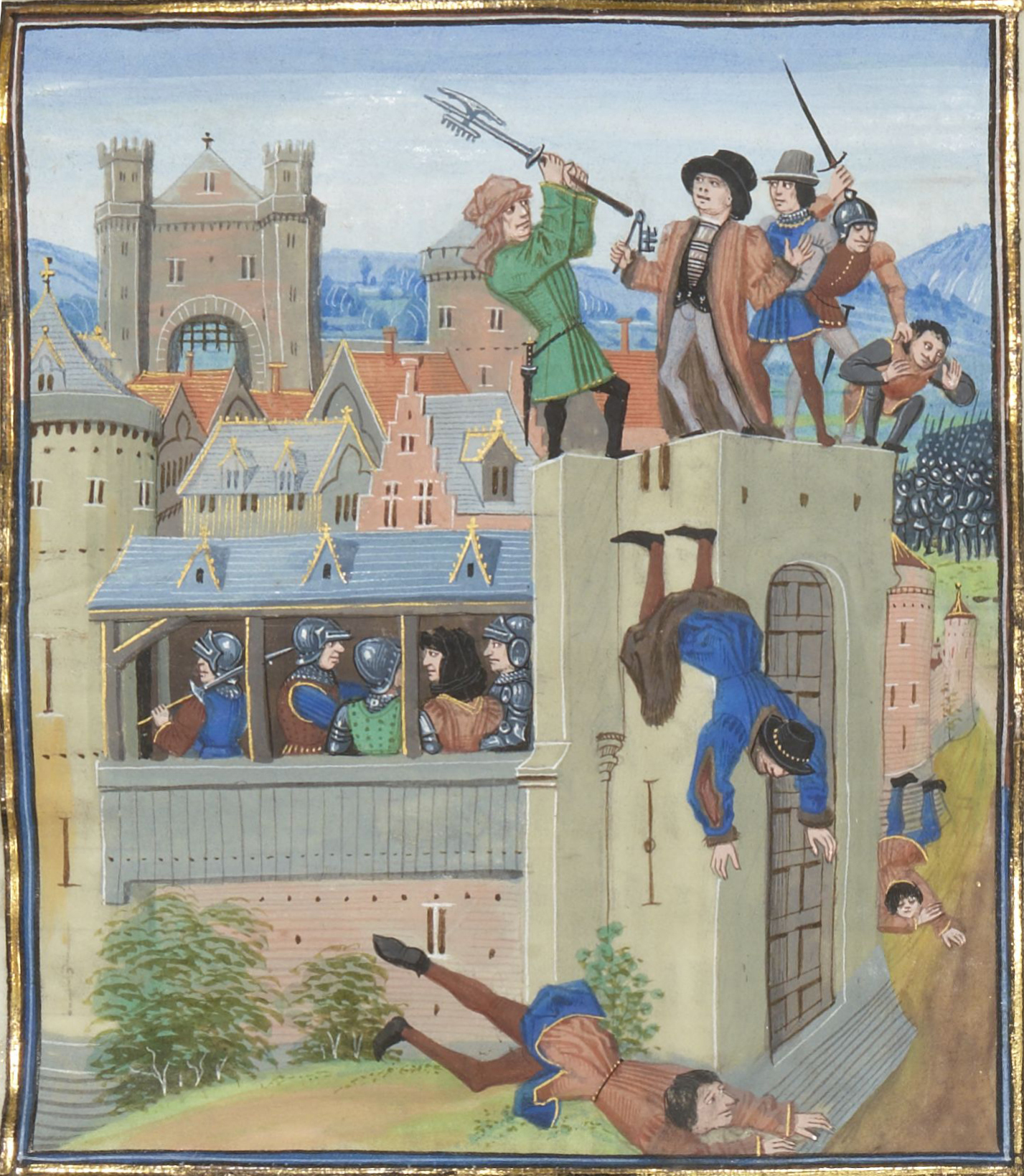
Убийство Этьена Марселя. Миниатюра из «Хроник» Жана Фруассара (XV век)

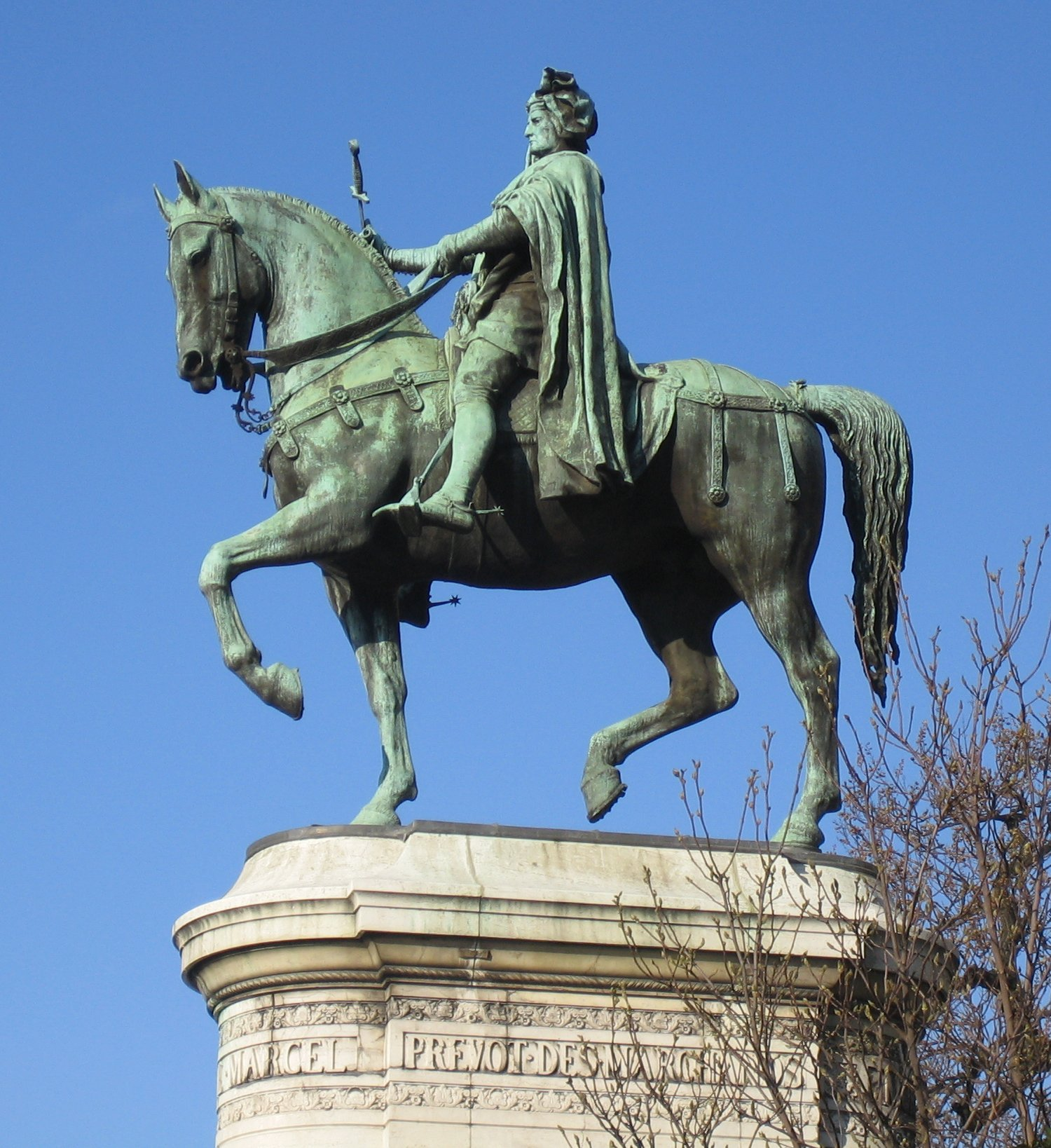
Конная статуя Этьена Марселя работы скульптора Ж. А. М. Идрака у ратуши Отель-де-Виль (Париж)

Подобно другим крупным торговцам, своим положением Марсель всецело обязан был государству: мать его происходила из семьи дворцовых служащих, отец — из семьи поставщиков двора. В силу этого изначально он полностью был лоялен королевской власти и, по выражению историка Жана Фавье, «оказался на пороге получения дворянства».
Однако наблюдаемые Марселем злоупотребления со стороны отдельных придворных, неумеренный размер налогов, установленных в декабре 1355 года Генеральными штатами и последовавший военный разгром королевской армии при Пуатье (1356) привели к острому финансовому кризису в стране, средством для разрешения которого ему представился предложенный учеными из Парижского университета проект, согласно которому строго разделялись личные средства короля и средства, выделенные на общественные нужды; при этом управление последними поручалось выборным представителям различных сословий.
Дважды серьёзно пострадав из-за финансовых спекуляций королевского окружения, Марсель стал во главе реформаторского движения, участники которого в 1357 году попытались установить во Франции контролируемую монархию, выступив против королевской власти и дофина в частности. Марсель был представителем третьего сословия и играл важную роль на заседаниях Генеральных Штатов во Франции во время Столетней войны.
На Генеральных штатах 1357 года делегаты третьего сословия добились от дофина Карла, который в тот период фактически правил страной в отсутствие находившегося в английском плену короля Иоанна II (и через несколько лет стал французским королём Карлом V), издания т. н. великого мартовского ордонанса, содержавшего обещание ряда реформ и в определённой степени ограничивавшего королевскую власть в пользу Генеральных штатов. Этим документом, в частности, устанавливалась обязанность короля регулярно созывать Генеральные штаты, а также запрет устанавливать налоги и изменять ценность монеты без их согласия. Однако вскоре дофин издал несколько распоряжений, сводивших авторитет Генеральных штатов к нулю.
В ответ на это в феврале 1358 года в Париже вспыхнуло восстание. 22 февраля 1358 года восставшие во главе с Этьеном Марселем ворвались в королевский дворец, убили на глазах у дофина нескольких его приближенных и добились от дофина подтверждения Великого мартовского ордонанса.
После этого события Этьен Марсель на несколько месяцев стал фактическим диктатором Парижа. Дофин в марте 1358 года тайно бежал из Парижа в Санлис, где созвал лояльные себе Генеральные штаты и начал собирать войска для действий против восставших. Вскоре ему удалось блокировать восставшую столицу и отрезать пути доставки продовольствия к ней. В район Парижа также выступил король Наварры Карл Злой.
В мае 1358 года на севере Франции вспыхнуло большое крестьянское восстание, известное как Жакерия. Этьен Марсель установил контакты с вождями восстания и даже выслал им на помощь вооруженный отряд, однако вскоре отозвал его обратно. Вскоре Жакерия была подавлена войсками Карла Злого и дофина.
Марсель тем временем вступил в переговоры с Карлом Злым, намереваясь, по-видимому, сдать ему Париж, однако не успел этого сделать — 31 июля 1358 года сторонники дофина убили Марселя во время обхода им сторожевых постов.

Хронист Жан Фруассар утверждал, что во главе убивших Марселя стояли Жан Майлар и его брат Симон: 
Соответствующим образом вооружённые, они незадолго до полуночи подошли к воротам Сент-Антуан, где нашли купеческого прево с ключами от ворот в руках. Увидев его, Жан Майлар сказал, назвав его по имени: «Этьен, что ты делаешь здесь в этот час ночи». Прево ответил: «Жан, почему ты это спрашиваешь? Я здесь, чтобы позаботиться о страже и охранять город, которым я управляю». «Ей-богу! - ответил Жан, обращаясь к тем, кто находился рядом с ним, - дела обстоит не так. Ты здесь в этот час находишься не для доброго дела, что я вам сейчас и покажу. Вот, смотрите, для чего у него в руке ключи от городских ворот, как не для того, чтобы предать город». Прево сказал: «Жан, ты лжёшь». Жан ответил: «Это именно ты, Этьен, лжёшь», и напал на него, крича своим людям: «Убейте его, убейте его. Теперь ударим по дому, ибо там все изменники». Поднялась весьма большая суматоха, и прево был бы рад бежать, но Жан обрушил на него такой удар топором по голове, что он упал на землю, хотя прежде он был его товарищем, и до убийства никогда не оставлял его. Из находившихся здесь, были убиты еще шесть человек, а остальные были доставлены в тюрьму.
Вскоре после этого дофин вступил в Париж, восстание было подавлено, Великий мартовский ордонанс отменен.

## Память
Этьен Марсель стал почитаться знаковой фигурой во времена Великой французской революции. В его честь названа станция Парижского метро Этьен Марсель.